# Османская Греция
Османская Греция (тур. Osmanlı Yunanistanı), или Туркократия (греч. Τουρκοκρατία — «правление турок»), — период в истории Греции, начавшийся с захвата османами Константинополя в 1453 году и продолжавшийся до 1821 года — начала Греческой национально-освободительной войны.

## Турецкое завоевание и администрация
После падения Константинополя в 1453 году, турки захватили Афинское герцогство (1456 год), взяли Фивы, остров Лесбос и Морею (1460 год), кроме некоторых недоступных горных мест Лаконии и немногих приморских пунктов.
Последние, так же как и острова Архипелага и Ионического моря, принадлежали Венецианской республике, имевшей притязания на всю территорию Греции.
Борьба Турции с Венецией продолжалась два с половиной века. В 1470 году османы захватили остров Негропонт (Эвбею) и захватили Морею, которой ранее владели венецианцы. Баязет II, согласно условиям мирного договора 1503 года, получил города Лепанто, Наварин, Модон, Корон и некоторые другие. В 1540 году была завоевана Навплия.
Мир 1573 года оставил венецианцам лишь несколько крепостей на албанском побережье, Кандию и Ионические острова. Кандия была взята османами в 1666 году.
Следующая война (1687—1699) была удачнее для венецианцев: они сумели завладеть Мореей, но уже в 1715 году потеряли её вновь, что было закреплено Пассаровицким миром 1718 года.
Обращённая в османскую провинцию Греция была разделена на пашалыки. Несмотря на грубый произвол администрации, угнетение греков было не столь велико, как это можно было бы предполагать, особенно в первое время. Направленное главным образом к вымогательству возможно большего количества податей, оно не коснулось ни церкви, ни местного самоуправления — и эти два института спасли греческую национальность от гибели.
В Константинополе только 8 церквей были обращены в мечети; остальные остались за христианами. Султан Мехмед II назначил греческим патриархом Геннадия и предоставил духовенству свободу от личных податей. Фактически положение христиан в турецких провинциях было несравненно лучше, чем положение протестантов в католических странах или шиитов в той же Турции. Самостоятельно управлявшаяся греческая церковь сохраняла юрисдикцию над православными и служила центром, связующим греческих подданных Порты. Общины управлялись выборными димогеронтами, которые, в свою очередь, выбирали начальников епархий, коджабашей. Права общин были так широки, что даже подати, налагаемые на Морею, определялись на съезде димогеронтов в Триполице, конечно — при сильном участии правительства, а раскладка их по димархиям уже совершенно зависела от местных, то есть выборных, властей. Местами, именно, на севере (в Эпире, Фессалии и Македонии), они сохранили даже свою полицию, арматолов, сначала имевшую целью борьбу с клефтами, а потом вместе с ними немало содействовавшую освобождению Греции.
Точно так же греки сохранили свои школы, руководимые духовенством; благодаря этому они во все время турецкого господства выделялись своим образованием из ряда других турецких подданных; многие из них, преимущественно фанариоты, достигали высоких ступеней на турецкой государственной службе. 
Ненависть греков к оккупантам всегда была сильна. Этому содействовало презрение, которое турки выказывали к «райам» (стаду) и которое выразилось, между прочим, в обязательных для греков форме и цвете платьев и домов. Ещё важнее был политический и экономический гнет, достаточно тяжелый, чтобы вызывать протест, но недостаточно систематический, чтобы раздавить национальность и уничтожить стремление к свободе. Центральное правительство не преследовало злоупотреблений местных властей; даже льготы духовенству были парализованы системою бакшишей (взяток), разъедавшей турецкий государственный организм; местом патриарха скоро стали торговать, как всяким другим. Отсутствие гарантий собственности повело к упадку земледелия и распространению среди греков занятие торговлей; этому способствовали полная свобода торговли и отсутствие (в первые века после падения Константинополя) таможен.
Несмотря на сильную коррупцию турецкой администрации, мало-помалу торговля в Турции сосредоточилась почти исключительно в руках греков, которые проявили прекрасные коммерческие способности и из которых на протяжении XVIII века очень многие составили себе крупные состояния. К моменту восстания торговый флот греков доходил до 600 судов. Тем сильнее стало стремление к иному режиму, обеспечивающему права личности и собственности.

## Освободительное движение

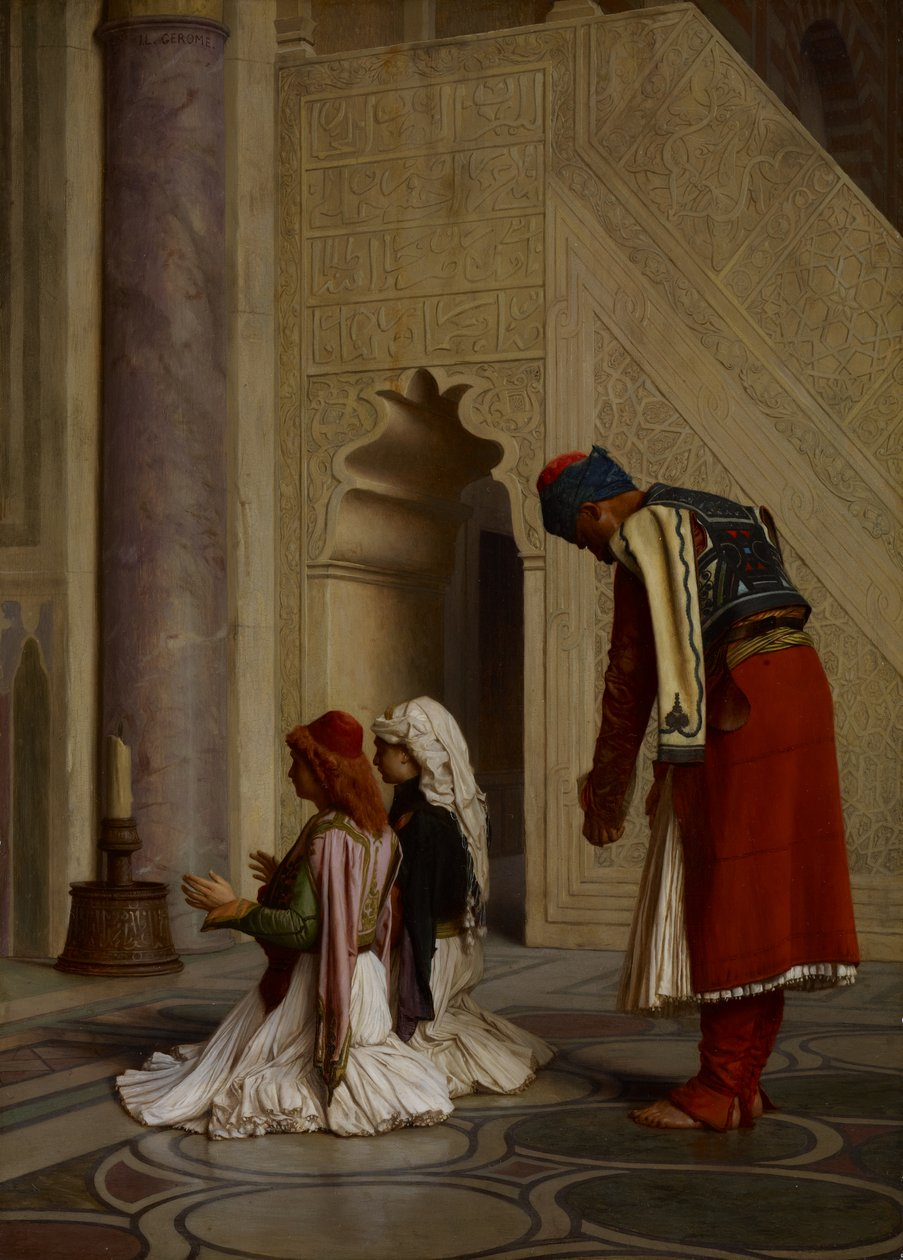
Молодые греки в мечети. Худ. Ж.-Л. Жером, 1865

Уже в XVII веке греки смотрели на единоверную им Россию как на опору в будущей борьбе. Русские императоры, начиная с Петра I, мечтали о завоевании Константинополя при помощи греков. Екатерина II лелеяла широко задуманный «греческий проект», клонившийся к образованию Греческой империи; в лице своего внука Константина она готовила будущего греческого императора. Когда в Средиземном море появилась русская эскадра под начальством Алексея Орлова (1770, Первая Архипелагская экспедиция), Морею охватило восстание, но оно было легко подавлено и повело к опустошению страны. Ни Чесменская победа, ни Кучук-Кайнарджийский мир (1774) не имели практического результата для греков. Вера в русскую помощь пошатнулась, и во время следующей войны (1787—1792) подстрекательства русских агентов могли вызвать только отдельные вспышки.
Крупный толчок освободительным стремлениям греков дала французская революция. На неё рассчитывал вместе со многими другими патриотами первый мученик за греческую свободу, поэт Константин Рига, казнённый османами в 1798 году.
Валахские господари Александр Ипсиланти и его сын Константин в противоположность своему другу Риге строили свои планы на помощи России и сообразно с этим действовали в османском Диване, где они пользовались большим влиянием. Торжество враждебной им партии стоило жизни Александру Ипсиланти и заставило бежать его сына. Пребывание последнего в России, где он напрасно старался склонить на свою сторону императора Александра I, рассеяло его мечты о русской помощи. Незадолго до смерти он убеждал сыновей в их борьбе за свободу Греции не рассчитывать ни на какую чужеземную помощь.

## Национальная революция
В 1814 году было основано тайное общество «Филомузов», основанное в Афинах; за ним, тоже в 1814 году, возникло в Одессе среди греческих торговцев дружеское сообщество — «Филики этерия» (греч. Φιλική Έτερεία). Они пропагандировали идею революции и систематически готовились к восстанию. Патриоты более умеренных взглядов смотрели на эти замыслы крайне неодобрительно; так, министр Александра I, грек Иоанн Каподистрия, друг семьи Ипсиланти, был против всякого насильственного переворота, все ещё возлагая надежды на помощь России, хотя её император, одушевлённый идеями Священного Союза, видимо охладел к греческому делу, особенно после испанской революции (1820). Тем не менее имя грека Каподистрии произносилось шёпотом, как имя тайного главы гетерии, и немало содействовало вербовке членов, так же как уверенность в помощи России.
В начале 1821 года все было готово к восстанию. В Бессарабии вокруг Александра Ипсиланти (сына Константина) сплотилось много гетеристов, ожидавших удобного момента. Таким оказалась смерть (1 февраля 1821) господаря Валахии Александра Суцо. Сербское восстание перед этим ослабило Турцию; трудная борьба с мятежным Али-пашою ещё продолжалась, в дополнение ко всему вспыхнуло волнение в Валахии.
6 марта 1821 года А. Ипсиланти со своей дружиной перешёл через Прут. Первое вооружённое столкновение с турками произошло уже за несколько дней до этого: кучка людей с Василием Каравиа во главе захватила Галац. Разгорячённая сопротивлением, она произвела резню, осквернила мечети и убила имама. Князь Ипсиланти выразил одобрение Каравии.
Деньги для борьбы добывались насилием. Пример подал сам Ипсиланти: он приказал арестовать валашского банкира Андреа и потребовал у него выкупа за свободу. Это вызвало раздражение в Валахии, а в среде своих приверженцев А. Ипсиланти возбуждал недовольство высокомерием и надменностью. Заняв в Яссах дворец, он окружил себя этикетом и вёл себя, как коронованный король.
Все это не благоприятствовало успеху восстания; но самый сильный удар ему был нанесён Россией, которая, не сочувствуя революционным замыслам гетерий, обнаружила лживость прокламаций Ипсиланти, объявив официально, что не имеет ничего общего с движением и даже предложив Турции помощь для его подавления. Дважды разбитый Ипсиланти бежал (27 июня 1821) в Австрию, где подвергся шестилетнему тюремному заключению. Его армия разделилась на несколько отрядов, которые несколько месяцев вели упорную борьбу с турками. Один из них взорвал себя вместе с врагами, чтобы не попасть им в руки; другие погибли в сражениях; третьи сдались в плен и вопреки условиям капитуляции были перерезаны; немногие успели спастись в Австрию.
В то же самое время восстание началось в Морее. Оно имело здесь характер партизанской войны; подавленное в одном месте, оно вспыхивало в другом; никакого определённого плана у него не было, так как оно не находилось здесь в прямой связи с гетериями; лишь немногие из его вождей принадлежали к числу их членов. Очень скоро выделился, как способный предводитель дружины, гетерист Колокотрони. Как только Ипсиланти перешёл через Прут, Колокотрони образовал шайку, начавшую тревожить турецкие гарнизоны. К другой партии, сравнительно умеренной, принадлежали патрасский архиепископ Герман, оставивший впоследствии важные воспоминания о войне, и его друзья Займис и Лонтос. В апреле восстание распространилось на острова Идру, Специю, Псару. Восстание застигло правительство врасплох; никаких предупредительных мер не было принято. Даже после его начала турки не сделали ничего, чтобы сохранить за собою благосклонный нейтралитет держав.
22 апреля 1821 года в самом Константинополе без суда и следствия был повешен, в полном архиерейском облачении, греческий патриарх Григорий, подозреваемый в сношениях с гетериями; с ним казнены три митрополита.
Казнь, сопровождавшаяся ещё надругательством над трупом, раздражила русского посланника. Порта, однако, этим не смущалась и рядом совершенно ненужных оскорблений довела дело до разрыва дипломатических сношений с Россией.
Тем не менее борьба разрозненных отрядов с организованной армией была очень трудна. Греки со своими старинными ружьями, без артиллерии, были сильны в горах, но в открытом поле не могли устоять против турецкой пехоты и артиллерии. Чувство общей ненависти к туркам, объединявшее греков, не уничтожало при том зависти и вражды между отдельными родами и отдельными предводителями. Немало вредило грекам и то, что их дружины состояли в значительной степени из жестоких и недисциплинированных клефтов.
5 октября 1821 года был взят греками главный город Мореи, Триполица. Победа греков закончилась массовой резнёй турок и евреев: не менее 8000 — 10 000 мужчин, женщин и детей были убиты. В 1825 году сотрудничавший с турками египетский генерал Ибрагим-паша, при рождении православный грек, вновь захватил город, учинив новую резню христиан.
В это время восстание охватило уже всю Грецию и острова (в том числе Кандию), кроме Хиоса. На северо-западе (в Албании) бродили шайки сулиотов; на северо-востоке (в Фессалии) стояли дружины Одиссея; Афинами овладели инсургенты.

## Вмешательство международных сил
В 1825 году турецкий султан обратился за помощью к вассальному, но проявлявшему большую самостоятельность хедиву Египта Мухаммеду Али, только что произведшему серьёзные реформы египетской армии по европейским образцам. Султан Турции обещал пойти на уступки относительно Сирии, если Али поможет. Египетские силы, под командованием сына Али Ибрагима, быстро завладели Эгейским морем. Ибрагиму также сопутствовал успех и на Пелопоннесе, где он сумел возвратить Триполис — административный центр области.
Однако в европейских странах, особенно в Англии и Франции (и, конечно, в России), росло сочувствие к греческим патриотам среди образованной элиты и желание ещё ослабить Османскую империю — среди политиков.
В 1827 году в Лондоне была принята конвенция, поддерживающая независимость Греции. 20 октября 1827 года британские, французские и русские эскадры, под общим командованием английского вице-адмирала Эдварда Кодрингтона, вошли в греческие воды. В этот же день союзники в Наваринской бухте Пелопоннеса встретились с турецко-египетским флотом. В ходе четырёхчасового Наваринского сражения турецко-египетский флот был разбит союзниками. Вслед за этим французский десант высадился на сушу и помог грекам довершить разгром турок.
Одержав эту победу, союзники не предпринимали в дальнейшем никаких совместных действий, направленных на подрыв военной мощи Турции. Более того, в лагере бывших союзников начались разногласия по поводу раздела бывших владений Османской империи. Воспользовавшись этим, Турция в декабре 1827 года объявила России войну. Началась русско-турецкая война 1828—1829 годов, в которой Турция потерпела поражение. По Адрианопольскому мирному договору от 1829 года Турция признавала автономию Греции.

## Независимая Греция
3 февраля 1830 года был принят Лондонский протокол, по которому официально признавалась независимость Греции. К середине 1832 года была окончательно проведены границы нового европейского государства.